# Tatsuro Yamauchi
Tatsuro Yamauchi (山内 達朗 Yamauchi Tatsuro?), född 23 januari 1994 i Okinawa prefektur, är en japansk fotbollsspelare.
Yamauchi började sin karriär 2016 i FC Ryukyu. Han spelade 17 ligamatcher för klubben. 2018 flyttade han till Okinawa SV.